# Кочетов, Дмитрий Дмитриевич
Дмитрий Дмитриевич Кочетов (род. 1883) — русский морской офицер-подводник. Участник Первой мировой войны, командир подводной лодки «Нарвал», старший лейтенант. Участник Гражданской войны в России в Белом флоте ВСЮР, Русской армии. Капитан 2-го ранга. В эмиграции.

## Биография
Родился в 1883 году. В морской службе с 1905 года, мичман с 1907 года. 

### Первая мировая война
В составе Подводных сил Императорского Черноморского флота. На начало 1917 года старший лейтенант, командир подводной лодки «Нарвал» во втором дивизионе подплава.

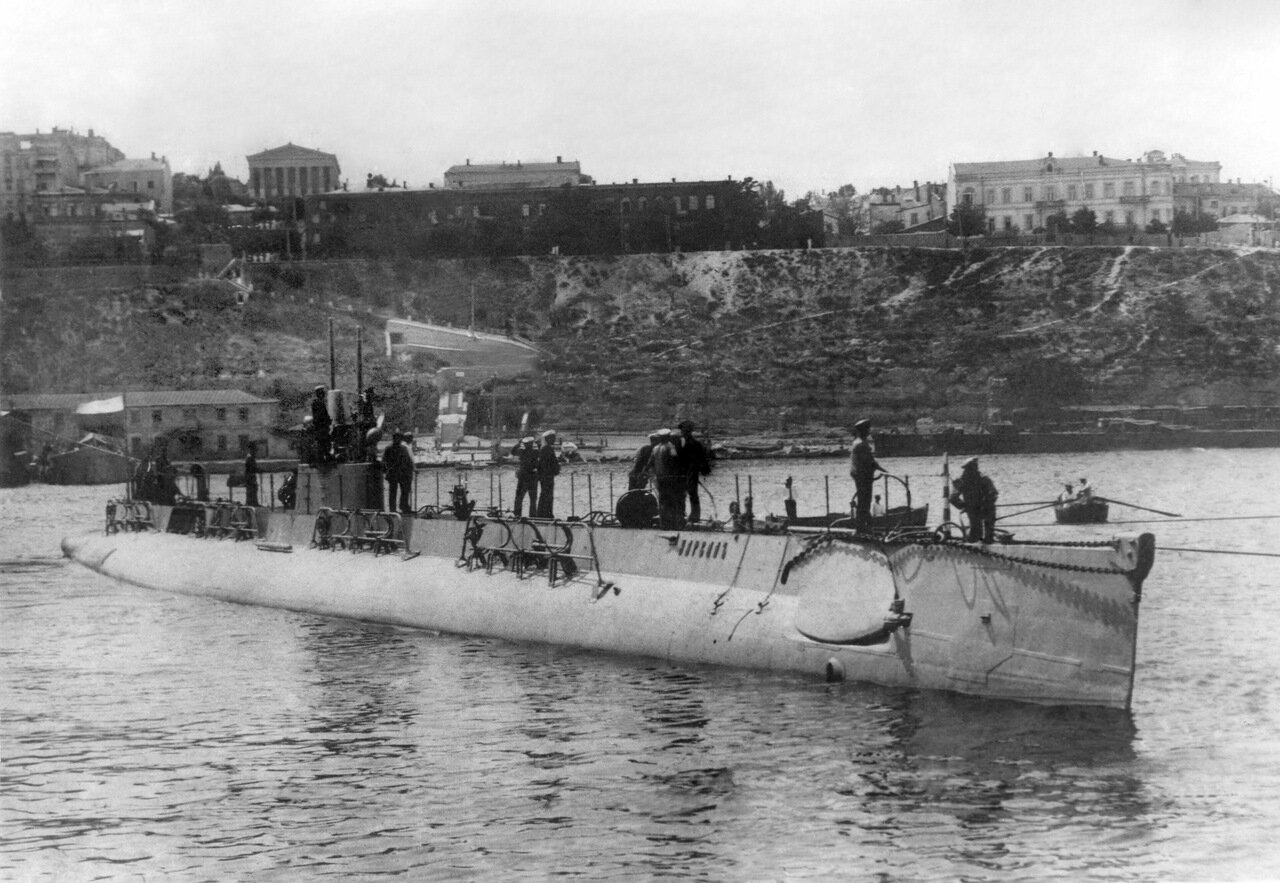
Подводная лодка Нарвал в Южной бухте Севастополя.

В походе к берегам Турции 2(16) октября 1916 года командир подводной лодки «Нарвал» старший лейтенант Д. Д. Кочетов проявил настойчивость при атаке на траверсе маяка Кефкен в районе Босфора приставшего к берегу вооруженного транспорта «Кезан» водоизмещением около 4000 тонн. Выпущенная с 7 кабельтовых третья по счёту торпеда поразила цель. Две торпеды, выпущенные ранее с большой дистанции вследствие интенсивного огня с транспорта, цели не достигли. Командир решил добить лежащий с креном пароход, выпустив по нему торпеду из аппарата Джевецкого. В своем отчете Д. Д. Кочетов писал: «Почти вслед за выходом мины из аппарата раздался страшный взрыв, потрясший всю лодку, водяной столб которого я увидел у самого борта. Причина преждевременного взрыва точно неизвестна, предполагаю, что мина, зарывшись, взорвалась тут же о грунт, так как глубина, по всей вероятности, была очень мала». В том же походе «Нарвалу» удалось торпедировать подорвавшийся на мине, но ещё державшийся на плаву у берега с подведенным пластырем транспорт «Ирмингард».
Всего за время Первой мировой войны «Нарвал» под командованием Д. Д. Кочетова потопил не менее 31 парусника и парохода противника общим водоизмещением в 5 717 брт, уступая только «Тюленю» с его 53 победами.

### Гражданская война
В Белом флоте Вооруженных сил Юга России. Капитан 2-го ранга. Весной 1919 на крейсере «Кагул» («Генерал Корнилов») в мае 1919 года начальник десанта у Феодосии.
Крейсер «Кагул», принимавший участие в защите Ак-Монайских позиций в мае 1919 года, высадил в тылу у красных десант под командой капитана 2-го ранга Кочетова с целью обследовать Двуякорную бухту и пристрелочную станцию около Феодосии. По возвращении десант был обстрелян с гор вокруг бухты пулемётным огнем. Крейсер подавил его мелкокалиберной артиллерией.
Крейсер «Кагул» блокировал вход в Бугский лиман у Очакова. В середине июля 1919 года десант под командованием капитана 2-го ранга Кочетова занял Николаевскую батарею, установил 75-мм орудие и обстреливал Очаков.
Электрик артиллерийской роты крейсера «Кагул», летом — осенью 1919 командующий Средне-Днепровской флотилией. 
Осенью 1919 года в Киеве с установлением льда и концом навигации остались белые канонерки К-6 («Венера»), К-20 («Некрасов»), К-22 («Чернобыль»), К-24 («Толстой»), К-25 («Сильный»), К-27 («Белла»), К-28 («Жозефина»), К-29 («Генерал Корнилов»), «болиндеры» К-5 и К-7, а также часть катеров и пароходов транспортного отряда. Они были на ремонте в Варшавской верфи. Новый командующий Среднеднепровской флотилией капитан 2-го ранга Д. Д. Кочетов обращался к Начальнику головного отряда полковнику Гусеву с предложением строить бронепоезда непосредственно в Киеве. На Воронежском фронте 24–26 октября произошел перелом, белые начали отступать на юг. 18 ноября 1919 года неожиданно лёгкий лед на реке растаял. 22 ноября белые начали срочно приводить в боеготовность корабли флотилии. 24 ноября были введены в строй «Некрасов» и «Корнилов», а на следующий день — «болиндеры» К-5 и К-7. Командующий флотилией Кочетов 27 ноября попытался подняться вверх «за мосты» на пароходе «Цехацинек» с целью разведки, но из-за повреждения гребного колеса о лед был вынужден вернуться. 
Красные части приближались к Киеву и команды канонерских лодок распределялись по бронепоездам 8-го броневого дивизиона. Команда канонерки К-27 «Белла» перешла на бронепоезд «Доброволец», команда канонерки К-24 «Толстой» — на бронепоезд «Пластун», команды канонерок К-22 «Чернобыль» и К-28 «Жозефина» — на бронепоезд «Богатырь». Оставшиеся в Киеве канонерки и «болиндеры» неоднократно открывали огонь по подходившим к городу частям Красной Армии. 30 ноября днем с канонерки К-29 «Генерал Корнилов» были сняты 76-мм пушка обр. 1902 г., 37-мм скорострельная пушка, три пулемета, 240 фугасных снарядов и 10 тысяч патронов. Все это погрузили в вагоны, а оставшиеся снаряды утопили в Днепре. С канонерки К-20 «Некрасов» снять две трехдюймовки обр. 1902 г. не удалось, так как она до последней минуты вела бой с наступавшими красными частями. «Болиндер» К-5 в результате собственной стрельбы был поврежден и затонул, а на «болиндере» К-7 команда привела в негодностъ его 152-мм пушку Кане. Вагоны с орудиями прицепили к базе нового бронепоезда «Пасынок», а на сам бронепоезд перешли команды канонерок К-29 «Генерал Корнилов», К-6 «Венера» и К-20 «Некрасов». «Пасынок» с базой 1 декабря вышел из Киева. «Пасынку» и его базе удалось дойти до Фастова, где красная конница захватила полустанок. Сам командующий белой флотилией капитан 2-го ранга ранее Кочетов эвакуировался в эшелоне Отдела заготовления государственных бумаг. Объявился он 30 ноября 1919 года в Одессе, когда стал выяснять куда делся штаб его флотилии.
В ходе Крымской эвакуации в ноябре 1920 эвакуирован в Турцию. Командир гидрографического судна «Казбек» в Константинополе. На 1 января 1922 года член Совета Союза морских офицеров в Константинополе. Жена Елена Константиновна (1884 — 21 июля 1973, Дармштадт, Германия).